# Pascale Petit (poetisa)
Pascale Petit (París, 1953) es una poeta franco-galesa.

## Trayectoria literaria
Creció en Francia y Gales. Estudió escultura en el Royal College of Art.
Ha publicado cinco colecciones de poemas: Heart of a Deer (1998), The Zoo Father (2001), The Huntress (2005), The Treekeeper's Tale (2008) y What the Water Gave Me: Poems after Frida Kahlo (2010). En 2004, fue seleccionada por la Poetry Book Society como una de las Next Generation poets (Poetas de la Próxima Generación).
The Zoo Father ha sido publicada en edición bilingüe inglés-español en México, y distribuida en otros países de habla hispana, como España.
Otra de sus publicaciones poéticas es The Wounded Deer: Fourteen Poems after Frida Kahlo (2005).
Sus poemas han sido traducidos a ocho idiomas. Así mismo, Petit ha traducido a poetas chinos contemporáneos, incluyendo a Yang Lian, Wang Xiaoni y Zhai Yongming.
Ha viajado con amplitud, particularmente por la Amazonía venezolana y China.